# Otto Eichelberg

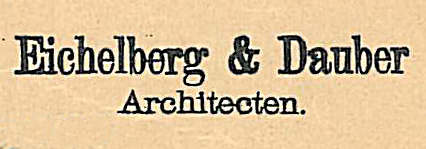
Stempel des Architekturbüros „Eichelberg & Dauber“ 1903

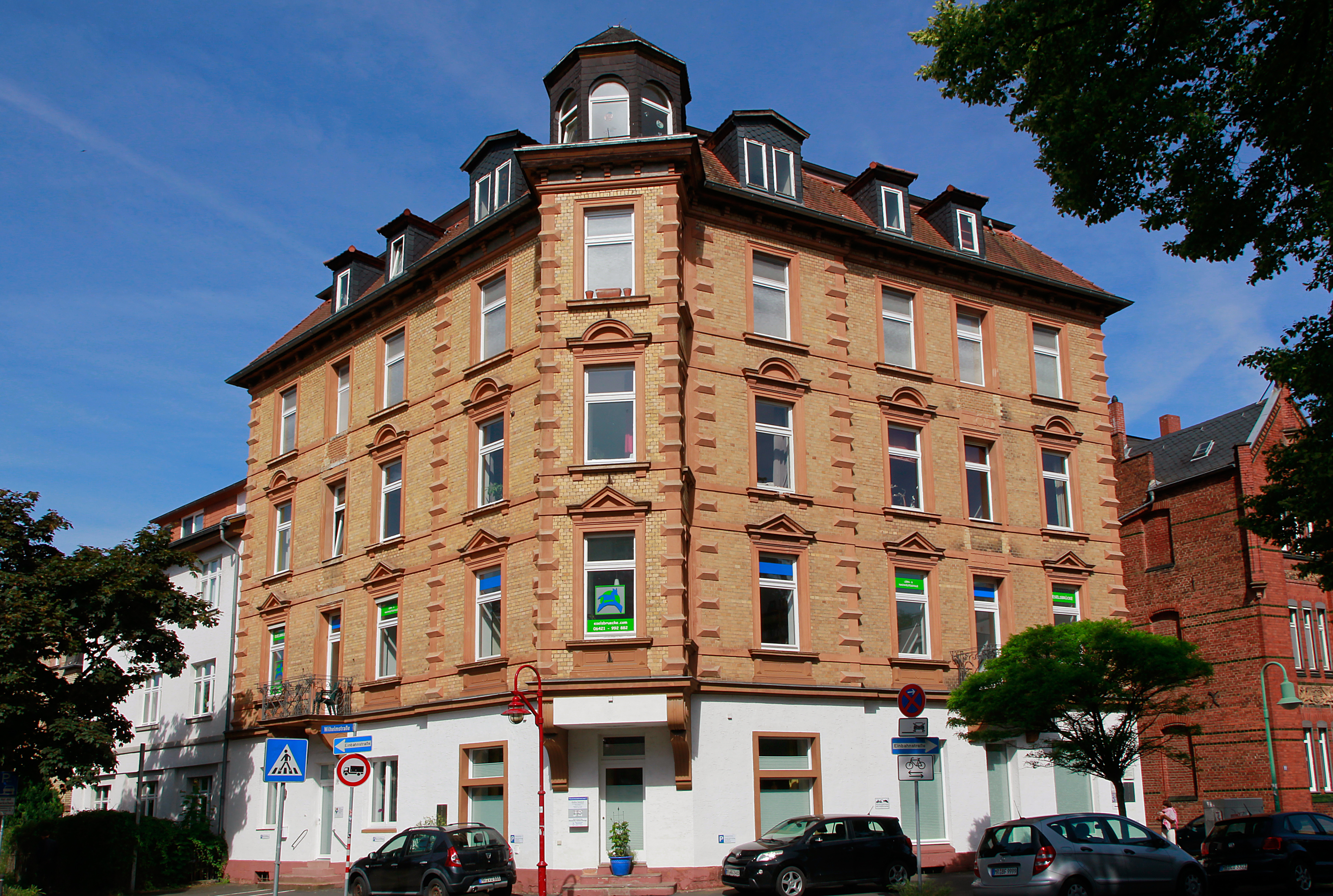
Wohnhaus und Architekturbüro von Otto Eichelberg in der Haspelstraße 13 in Marburg

Otto Karl Eichelberg (* 28. November 1853 in Iserlohn; † 26. Dezember 1916 in Marburg) war ein deutscher BDA-Architekt. Ab 1887 arbeitete er als selbständiger Architekt in Marburg und gründete zehn Jahre später mit dem Marburger Architekten August Dauber das Architekturbüro „Eichelberg & Dauber“, das bald zu einem führenden Planungsbüro für den historistischen Ausbau der Universitätsstadt Marburg wurde.

## Leben
Otto Eichelberg war ein Sohn des Fabrikanten Friedrich Eichelberg und seiner Ehefrau Wilhelmine Graumann. Er studierte Architektur von 1873 bis 1876 an der Polytechnischen Schule in Hannover bei Conrad Wilhelm Hase, der als bedeutender Neugotiker und Begründer der Hannoverschen Architekturschule gilt. 1881 kam Eichelberg als Bauführer nach Marburg, wo er beim damaligen Kreisbaumeister und Universitätsarchitekten Albrecht Meydenbauer tätig war. Ab 1887 arbeitete er als selbständiger Architekt in der Stadt und schuf in der Folgezeit zahlreiche Neu- und Umbauten. 1897 machte Eichelberg den 16 Jahre jüngeren August Dauber zum Teilhaber seines Architekturbüros, das seitdem unter dem Namen „Eichelberg & Dauber“ in Marburg firmierte. Nach ihren Plänen entstanden bis zum Ersten Weltkrieg zahlreiche stadtbildprägende, historistische Massiv- und Fachwerkbauten in Marburg. Im Gegensatz zu Eichelberg war Dauber ein Schüler von Carl Schäfer, dem Begründer der „Kasseler Schule“ der Neugotik. So erhielt Marburg in seinem Stadtbild entscheidende architektonische Akzente durch zwei Architekten, die aus den beiden bedeutendsten Neugotik-Schulen der zweiten Hälfte des 19. Jahrhunderts hervorgegangen sind.
Eichelberg war Mitglied der Stadtverordnetenversammlung der Stadt Marburg. Seit dem 30. Oktober 1892 gehörte er der Marburger Freimaurerloge Marc Aurel zum flammenden Stern an.
Otto Eichelberg war verheiratet mit Adeline geb. Schneider. 

## Bauwerke (Auswahl)
Alle nachfolgend genannten Bauwerke stehen heute unter Denkmalschutz.

### Stadt Marburg
Die nachfolgende Liste ist insofern unvollständig, da sie nur auf dem bisher erschienenen Band „Stadt Marburg II – Stadterweiterungen und Stadtteile“ der Denkmaltopografie basiert. Deshalb fehlen die Oberstadt und ihre ursprünglichen Vorstädte Ketzerbach, Grün und Weidenhausen.
| Bild                                                           | Bezeichnung                                      | Lage                                                                                          | Beschreibung | Bauzeit                    | Daten |
| -------------------------------------------------------------- | ------------------------------------------------ | --------------------------------------------------------------------------------------------- | --- | -------------------------- | ----- |
| Wohn- und Geschäftsdoppelhaus                                  | Wohn- und Geschäftsdoppelhaus                    | Marburg, Bahnhofstraße 3/5 LageFlur: 5, Flurstück: 10/6, 10/7                                 | Architekten: Heinrich Weißhaupt (Nr. 3), Eichelberg & Dauber (Nr. 5) | 1896 (Nr. 3), 1904 (Nr. 5) |       |
| Wohnhaus                                                       | Wohnhaus                                         | Marburg, Barfüßertor 10 LageFlur: 21, Flurstück: 95/3                                         | Architekt Eichelberg | 1895                       |       |
| Wohnhaus mit Remise                                            | Wohnhaus mit Remise                              | Marburg, Bei St. Jost 9 LageFlur: 19, Flurstück: 426/43                                       | Architekturbüro Eichelberg & Dauber | 1899                       |       |
| Bild gesucht BW                                                | Wohnhaus                                         | Marburg, Biegenstraße 6 LageFlur: 6, Flurstück: 31/6                                          | Architekturbüro Eichelberg & Dauber | 1902                       |       |
| Bild gesucht BW                                                | Doppelwohnhaus                                   | Marburg, Biegenstraße 26/28 LageFlur: 5, Flurstück: 250/14, 251/14                            | Architekturbüro Eichelberg & Dauber | 1903                       |       |
| Bild gesucht BW                                                | Doppelwohnhaus                                   | Marburg, Biegenstraße 34/36 LageFlur: 5, Flurstück: 215/14, 216/14                            | Architekturbüro Eichelberg & Dauber | 1901                       |       |
| Bild gesucht BW                                                | Doppelwohnhaus                                   | Marburg, Biegenstraße 42/44 LageFlur: 5, Flurstück: 200/14, 14/114                            | Architekturbüro Eichelberg & Dauber | 1900                       |       |
| Bild gesucht BW                                                | Wohnhausgruppe                                   | Marburg, Biegenstraße 46/48/50 LageFlur: 5, Flurstück: 350/14, 351/14, 352/14                 | Architekturbüro Eichelberg & Dauber | 1910                       |       |
| Bild gesucht BW                                                | Wohnhaus                                         | Marburg, Biegenstraße 52 LageFlur: 5, Flurstück: 14/48                                        | Zusammen errichtet als Doppelhaus mit dem Wohnhaus Uferstraße 10a. Architekturbüro Eichelberg & Dauber | 1912/13                    |       |
| Universitätsstraße 44 und Bismarckstraße 2 (rechte Bildhälfte) | Wohnhaus                                         | Marburg, Bismarckstraße 2 LageFlur: 20, Flurstück: 985/13                                     | Mit Universitätsstraße 44 eine Doppelvilla bildend und den Einmündungsbereich der Bismarckstraße städtebaulich wirksam bestimmender Bau von Eichelberg & Dauber. | 1910                       |       |
| Wohnhaus                                                       | Wohnhaus                                         | Marburg, Bismarckstraße 14 LageFlur: 20, Flurstück: 911/18                                    | Architekturbüro Eichelberg & Dauber | 1900                       |       |
| Wohnhaus                                                       | Wohnhaus                                         | Marburg, Bismarckstraße 16 LageFlur: 20, Flurstück: 921/7                                     | Architekturbüro Eichelberg & Dauber | 1903                       |       |
| Villa                                                          | Villa                                            | Marburg, Bismarckstraße 16a LageFlur: 20, Flurstück: 922/7                                    | Architekturbüro Eichelberg & Dauber | 1903                       |       |
| Wohnhaus                                                       | Wohnhaus                                         | Marburg, Bismarckstraße 16b LageFlur: 20, Flurstück: 944/18                                   | Westlicher Teil einer Doppelvilla. Architekturbüro Eichelberg & Dauber, Bauherr: Fr. Block. Aufgrund von Bombenschäden 1947 Wiederaufbau durch das Staatshochbauamt. | 1904                       |       |
| Bild gesucht BW                                                | Villa                                            | Marburg, Calvinstraße 5 LageFlur: 21, Flurstück: 559/42                                       | Architekturbüro Eichelberg & Dauber | 1906                       |       |
| Bild gesucht BW                                                | Villa                                            | Marburg, Calvinstraße 12 LageFlur: 21, Flurstück: 18/14                                       | Architekturbüro Eichelberg & Dauber | 1913                       |       |
| Bild gesucht BW                                                | Wohnhaus, Druckereianbau                         | Marburg, Deutschhausstraße 19/19a LageFlur: 5, Flurstück: 22/8, 22/22                         | Architekturbüro Eichelberg & Dauber | 1902/03                    |       |
| Bild gesucht BW                                                | Wohnhaus                                         | Marburg, Deutschhausstraße 20 LageFlur: 5, Flurstück: 267/22                                  | Elternhaus von Hermann Bauer (1897-1986). Architekturbüro Eichelberg & Dauber | 1903                       |       |
| Bild gesucht BW                                                | Wohnhaus                                         | Marburg, Deutschhausstraße 22 LageFlur: 5, Flurstück: 247/22                                  | Architekturbüro Eichelberg & Dauber | 1903                       |       |
| Bild gesucht BW                                                | Mehrfamilienwohnhaus                             | Marburg, Deutschhausstraße 24 LageFlur: 5, Flurstück: 22/11                                   | Architekturbüro Eichelberg & Dauber | 1901                       |       |
| Bild gesucht BW                                                | Wohnhaus                                         | Marburg, Deutschhausstraße 46 LageFlur: 5, Flurstück: 359/14                                  | Architekturbüro Eichelberg & Dauber | 1909/10                    |       |
| Doppelwohnhaus                                                 | Doppelwohnhaus                                   | Marburg, Frankfurter Straße 49/51 LageFlur: 18, Flurstück: 303/90, 304/30                     | Architekt Eichelberg (& Dauber?) | 1891                       |       |
| Doppelvilla                                                    | Doppelvilla                                      | Marburg, Frankfurter Straße 53/53a LageFlur: 18, Flurstück: 628/90, 629/90                    | Architekturbüro Eichelberg & Dauber | 1906                       |       |
| Doppelwohnhaus                                                 | Doppelwohnhaus                                   | Marburg, Frankfurter Straße 56 LageFlur: 18, Flurstück: 419/85                                | Architekturbüro Eichelberg & Dauber | 1898                       |       |
| Doppelwohnhaus                                                 | Doppelwohnhaus                                   | Marburg, Frankfurter Straße 58 LageFlur: 18, Flurstück: 420/85                                | Architekturbüro Eichelberg & Dauber | 1898                       |       |
| Wohnhaus                                                       | Wohnhaus                                         | Marburg, Gutenbergstraße 27 LageFlur: 20, Flurstück: 71/13                                    | Architekt Eichelberg | 1886                       |       |
| Wohnhaus                                                       | Wohnhaus                                         | Marburg, Haspelstraße 9 LageFlur: 20, Flurstück: 46/2                                         | Architekt Eichelberg | 1891                       |       |
| Wohnhaus                                                       | Wohnhaus                                         | Marburg, Haspelstraße 11 LageFlur: 20, Flurstück: 965/46                                      | Architekt Eichelberg | 1892                       |       |
| Wohnhaus                                                       | Wohnhaus                                         | Marburg, Haspelstraße 13 LageFlur: 20, Flurstück: 1051/46                                     | Wohnhaus von Otto Eichelberg, der auch selbst der Architekt war | 1892/93                    |       |
| Wohnhaus                                                       | Wohnhaus                                         | Marburg, Liebigstraße 21 LageFlur: 20, Flurstück: 1047/40                                     | Eckhaus an der Kreuzung Haspel- und Liebigstraße. Architekt Eichelberg | 1888                       |       |
| Wohnhaus                                                       | Wohnhaus                                         | Marburg, Ockershäuser Allee 13 LageFlur: 21, Flurstück: 439/123                               | Anbau an das Wohnhaus Nr. 11. Architekt Eichelberg | 1891                       |       |
| Bild gesucht BW                                                | Wohn- und Geschäftshaus                          | Marburg, Pilgrimstein 25 LageFlur: 6, Flurstück: 29/9                                         | Bauherr Heinrich Bopp. Architekturbüro Eichelberg & Dauber | 1905                       |       |
| Bild gesucht BW                                                | Ehem. Chemische Waschanstalt                     | Marburg, Renthof 18 LageFlur: 31, Flurstück: 331/4                                            | Architekturbüro Eichelberg & Dauber | 1910/11                    |       |
| Bild gesucht BW                                                | Wohnhaus                                         | Marburg, Rotenberg 4 LageFlur: 21, Flurstück: 608/110                                         | Architekturbüro Eichelberg & Dauber | 1902                       |       |
| Bild gesucht BW                                                | Wohnhaus                                         | Marburg, Rotenberg 8 LageFlur: 21, Flurstück: 111/1                                           | Der Kernbau, eine Holzremise von 1877, wurde zehn Jahre später zum Wohnhaus umgebaut und 1908 durch die Architekten Eichelberg & Dauber rückwärtig erweitert. | 1877 Baubeginn             |       |
| Bild gesucht BW                                                | Ehem. Pferdestall mit Kutscherwohnung und Remise | Marburg, Rudolf-Bultmann-Straße 4/4c LageFlur: 54, Flurstück: 7/10, 7/11                      | Architekturbüro Eichelberg & Dauber | 1900                       |       |
| Doppelwohnhaus                                                 | Doppelwohnhaus                                   | Marburg, Schückingstraße 3/5 LageFlur: 18, Flurstück: 612/91, 611/91                          | Bauherr: Christian Roth. Architekturbüro Eichelberg & Dauber | 1907 (1903?)               |       |
| Wohnhaus                                                       | Wohnhaus                                         | Marburg, Schwanallee 8 LageFlur: 18, Flurstück: 298/104                                       | Architekt Eichelberg | 1885                       |       |
| Wohnhaus                                                       | Wohnhaus                                         | Marburg, Schwanallee 10 LageFlur: 18, Flurstück: 104/1                                        | Architekturbüro Eichelberg & Dauber | 1898                       |       |
| Wohnhaus                                                       | Wohnhaus                                         | Marburg, Schwanallee 24 LageFlur: 18, Flurstück: 99/28                                        | Architekt Eichelberg | 1885                       |       |
| Doppelwohnhaus                                                 | Doppelwohnhaus                                   | Marburg, Schwanallee 39/41 LageFlur: 17, Flurstück: 178/12, 177/12                            | Architekturbüro Eichelberg & Dauber | 1900/02                    |       |
| Wohnhaus                                                       | Wohnhaus                                         | Marburg, Schwanallee 50 LageFlur: 18, Flurstück: 1280/91                                      | Bauherr: Christian Roth. Architekturbüro Eichelberg & Dauber | 1903/05                    |       |
| Doppelwohnhaus                                                 | Doppelwohnhaus                                   | Marburg, Schwanallee 52/54 LageFlur: 18, Flurstück: 476/91, 475/91                            | Bauherr: Christian Roth. Architekturbüro Eichelberg & Dauber | 1903/04                    |       |
| weitere Bilder                                                 | Wolffsches Hospital                              | Marburg, Stiftstraße 25 LageFlur: 7, Flurstück: 13/2                                          | Für das jetzige Stiftungsgebäude musste eine einzeln stehende Scheune und das „bedürftigen, älteren Personen“ zur Verfügung stehende alte Pfründnerhaus abgerissen werden. Diese Pfründe, die Wolffsche Stiftung, besteht seit 1611. Sie wurde von dem Professor für Medizin Dr. Johann Wolff († 1616) ins Leben gerufen. Das neue, von Eichelberg & Dauber geplante Hospitalgebäude war zwar bereits 1912 fertiggestellt und feierlich eingeweiht, doch nach Aktenlage wurde die Rohbauabnahme erst nach Kriegsende 1919 beantragt. | 1912                       |       |
| Bild gesucht BW                                                | Wohnhäuser                                       | Marburg, Uferstraße 6/7/8/9/10 LageFlur: 5, Flurstück: 499/14, 387/14, 388/14, 389/14, 390/14 | Bauunternehmer Heinrich Weißhaupt. Architekturbüro Eichelberg & Dauber | 1911                       |       |
| Bild gesucht BW                                                | Wohnhaus                                         | Marburg, Uferstraße 10a LageFlur: 5, Flurstück: 406/14                                        | Zusammen errichtet als Doppelhaus mit dem Wohnhaus Biegenstraße 52. Architekturbüro Eichelberg & Dauber | 1912/13                    |       |
| Ansicht von Westen mit Remisen                                 | Wohnhaus                                         | Marburg, Universitätsstraße 4 LageFlur: 20, Flurstück: 86/1                                   | Architekturbüro Eichelberg & Dauber | 1897/98                    |       |
| weitere Bilder                                                 | Philippshaus                                     | Marburg, Universitätsstraße 30/32 LageFlur: 20, Flurstück: 26/1                               | Der 1904 von der lutherischen und der reformierten Kirchengemeinde gegründete Verein setzte sich bei Gründung zum Ziel, ein gemeinsames Gemeindehaus zu errichten. Nach langen Bemühungen um Spenden konnte 1911 der Grundstein gelegt werden. Die Einweihung des vom Gesamtverband der Evangelischen Kirchengemeinden als Vereinshaus mit dem Namen Philippshaus durch die Architekten Eichelberg & Dauber errichteten Gebäudes fand 1912 statt.                                                                                    | 1911/12                    |       |
| Wohnhaus                                                       | Wohnhaus                                         | Marburg, Universitätsstraße 35 LageFlur: 29, Flurstück: 187/2                                 | Architekt Eichelberg (& Dauber?) | 1889                       |       |
| Ansicht von Westen zusammen mit Haus Bismarckstraße 2 (rechts) | Wohnhaus                                         | Marburg, Universitätsstraße 44 LageFlur: 20, Flurstück: 984/13                                | Villa in eckbefestigender Position an der Einmündung der Bismarckstraße. 1910 gemeinsam mit dem Wohnhaus Bismarckstraße 2 durch Eichelberg & Dauber errichtet. Ehemaliges Wohnhaus von Karl Rumpf. | 1910                       |       |
| Wohnhaus                                                       | Wohnhaus                                         | Marburg, Universitätsstraße 60 LageFlur: 20, Flurstück: 902/1                                 | Architekturbüro Eichelberg & Dauber | 1900                       |       |
| Wohnhaus                                                       | Wohnhaus                                         | Marburg, Universitätsstraße 62 LageFlur: 20, Flurstück: 1/9                                   | Architekturbüro Eichelberg & Dauber | 1900                       |       |
| Bild gesucht BW                                                | Verbindungshaus                                  | Marburg, Wehrdaer Weg 32 LageFlur: 39, Flurstück: 21/1                                        | Architekturbüro Eichelberg & Dauber | 1910                       |       |
| Bild gesucht BW                                                | Villa                                            | Marburg, Wilhelm-Roser-Straße 23 LageFlur: 36, Flurstück: 72/20                               | Architekt Eichelberg (& Dauber?) | 1894                       |       |
| Bild gesucht BW                                                | Villa                                            | Marburg, Wilhelm-Roser-Straße 25 LageFlur: 36, Flurstück: 37/8                                | 1903 durch Eichelberg & Dauber errichtet und 1910 nach Osten von selbigen erweitert. | 1903                       |       |
| Bild gesucht BW                                                | Villa                                            | Marburg, Wilhelm-Roser-Straße 27 LageFlur: 36, Flurstück: 160/37                              | Architekturbüro Eichelberg & Dauber | 1903/04                    |       |
| Wohnhaus                                                       | Wohnhaus                                         | Marburg, Wilhelmstraße 12 LageFlur: 20, Flurstück: 706/42                                     | Architekt Eichelberg | 1893                       |       |

### Außerhalb Marburgs
| Bild           | Bezeichnung                         | Lage                                                                                                   | Beschreibung | Bauzeit | Objekt-Nr. |
| -------------- | ----------------------------------- | --- | --- | ------- | ---------- |
| weitere Bilder | Rathaus                             | Landkreis Kassel, Grebenstein, Markt 1 Lage                                                            | Anbau eines Querflügels durch das Architekturbüro Eichelberg & Dauber | 1903    |            |
| Synagoge       | Synagoge                            | Landkreis Marburg-Biedenkopf, Kirchhain, Hinter der Post 8 Lage                                        | Neubau im neuromanischen Stil durch das Architekturbüro Eichelberg & Dauber | 1903/04 |            |
| weitere Bilder | Evangelische Kirche Lohra           | Landkreis Marburg-Biedenkopf, Lohra Lage                                                               | 1909 wurde das südliche Seitenschiff durch die Marburger Architekten August Dauber und Otto Eichelberg in Fachwerkbauweise aufgestockt und auf diese Weise um 200 Sitzplätze erweitert. Der Marburger Kunstmaler Nicolaus Dauber (1870–1962) schuf ein großes Gemälde mit der Kreuzigungsszene. | 1909    |            |
| weitere Bilder | Evangelische Kirche, Fachwerkkirche | Waldeck-Frankenberg, Haina (Kloster), Mohnhausen, Oberholzhäuser Straße 12 LageFlur: 4, Flurstück: 3/2 | Architekturbüro Eichelberg & Dauber, Außenschmuck und Altar stammen aus den Händen des Marburger Bildschnitzers Wilhelm Dauber (1876–1918), die Innenausmalung fertigte der Marburger Kunstmaler Nicolaus Dauber (1870–1962).                                                                   | 1911    | 79477      |